# 泰流社
泰流社（たいりゅうしゃ）は、印刷会社「誠之印刷株式会社」を経営していた西村允孝が、経営不振に陥っていた初等教育書の出版社を引き取ってと社名変更した出版社。1998年に廃業。

## 第1期
発足当初は、東京学芸大学附属竹早小学校、大阪教育大学附属池田小学校の実践記録や、今日に至っても名著とされている日本大学文理学部浜田靖一教授の図解による「小学校体育教材シリーズ」を中心とした教育図書の出版社だったが、1970年代に入って順次、印刷会社としての西村の人脈を生かして出版ジャンルが広がった。
その最たるものが東京外国語大学の教授陣の協力を得たアラビア語、ペルシャ語などの入門書刊行である。その後、大阪外国語大学の教授陣や民間の研究者も徐々に参画して、フィリピン語、ルーマニア語、スワヒリ語、ヒンディー語、ウズベク語、ハンガリー語などへと手を広げて行った。
初代編集長は印刷会社から出向した小池幹男である。この時期にはその他、新書サイズの一般書で『得する郵便局利用術』（同研究会編）、『野外レクリエーション入門』（佐野豪、同研究会編）などいくつかのヒット作の他、染織工芸研究家でもあったフリー編集者・中江克巳の労作『日本の染織』（全20巻、別巻3）、朝日新聞OBのジャーナリスト・梶谷善久らの人脈による各界論客、朝日新聞元特派員などの著作を中心とした「泰流選書」シリーズなどで活動する。
一方、それとは別の動きとして、1970年代半ば過ぎに文芸書分野にも進出した。文芸評論家奥野健男の仲介で冬樹社から泰流社に移籍した編集者・高橋徹によるもので、高橋は『奥野健男作家論集』（全5巻）、『奥野健男文芸論集』（全3巻）、『内に向かう旅』（島尾敏雄対談集）、『映画の神話学』（蓮實重彦著）を出版するほか、田中小実昌の「浪曲師朝日丸の話・ミミのこと」（田中小実昌シリーズ第2巻『香具師の旅』に所収）が1979年上半期の直木賞を受賞。同賞の受賞後、高橋は退社する。
1982年7月、誠之印刷の倒産（負債額約40億円）に伴い経営不安が報じられ、小池編集長を含め編集部全員が退社する。「泰流社」の存続を願う西村社長は、その数年前から取次店への発売委託を引き受けていた「風信社」「工業出版」両社の編集長をしていた竹内貴久雄に泰流社編集長への就任を要請した。
風信社は、立原道造・堀辰雄らが集った近代日本文学史上の一派「四季派」の研究者、山田俊幸（帝塚山学院大学教授）と竹内が中心となって1970年代より特異な出版活動を私的に続けていた組織であった。一方の「工業出版」は、工学書出版大手の「工業調査会」系だが、竹内が取締役編集長として、西村の誠之印刷の支援を受けて新時代の建築書出版社としての展開が進行中だった。印刷会社の方も、債権者の了承を受けて新たに誠隆印刷株式会社を設立し、営業を継続する。

## 第2期
泰流社の第2代編集長となった竹内は、風信社、工業出版の路線を縮小して継続する傍ら、マイナー言語の語学書出版部門の強化を中心に、文化史、思想史分野への進出を図り、また、20世紀西洋音楽の作曲家伝記を、専門出版社に先駆けて企画するなど、硬派の出版部門の路線変更を行い、一方でビジネスマン向け啓蒙書シリーズ、実用書の新シリーズなどもスタートさせた。また、この時期には、「日本ダイパック社」という別版元名で、新書サイズのいわゆるポルノ的読物「告白手記シリーズ」のプロデュースも行い、トータルでの経営基盤の安定化を模索した。
この時期の主な出版物として、語学入門書ではブルガリア語、ビルマ語、インドネシア語、フィジー語、ウイグル語、ケチュア語などがあり、また、新たに「単語集」シリーズもスタートさせ、フィリピン語、ハンガリー語、フィンランド語、フィジー語などとともに、その後の泰流社の語学書の基礎となった。
竹内は新人発掘にも熱心で、テレビで医学系コメンテーターとしても活躍している中原英臣の『ヒトはなぜ進化するのか』、エッセイストの岸本葉子『クリスタルはきらいよ』、映画研究家の田中眞澄『小津安二郎全発言』、宗教研究家の鎌田東二『水神伝説』（水神祥のペンネームで）、現代ドイツ文学研究の樋口大介『ニーチェを辿る』など、いずれもがデビュー作品だった。
その他、この期間の出版物で話題となったものには、『黄金の番人 - 古代の中部アジア』（大林太良監訳）、『オイリュトミー』（高橋厳監訳）、『グスタフ・マーラー』（岩下眞好監訳）、『南太平洋の美術』（ニュージーランド大使館協力、ブライアン・ブレイク他編）、『アドルフ・ロース』（ハインリヒ・クルカ編）、『江戸の職人』（中江克巳著、伝統工芸見直しの礎となった書。後に中公文庫に収録）、『広岡達朗が教える悪の管理学』（後藤寿一著、野球監督をビジネス社会の上司・部下の関係で捉えた最初の書）、『「日本史」異議あり!』（木屋隆安著、歴史教科書批判の先鞭となった書。1986年度日本文芸大賞受賞）や、20世紀西洋音楽史の貴重な資料として評価の高い『ヤナーチェク』（ホースブルク）、『アルバン・ベルク』（シェルリース）、『ラヴェル』（ロジャー・ニコルス）、『バルトーク』（ポール・グリフィス）の翻訳がある。
竹内の在任中に最も売り上げた書は、俵万智のベストセラー歌集『サラダ記念日』（河出書房）に対して、短歌における「返歌」の手法をもじってパロディ化した『男たちの「サラダ記念日」』（1987年刊行）だった。同書は、惨敗した多くの「あやかり商法」で発刊された類書を押し退けて、半年で20万部の実売部数と大健闘。その後のテレビ文化の中での言葉遊びブームの先駆となった。同社30年余の歴史で最大の販売部数でもあった。
これに先立つ1986年11月に、西村が実質的に経営していた誠隆印刷は、その前身である誠之印刷倒産の影響から脱し切れず、再度の倒産・廃業に追い込まれていたが、泰流社は営業を続けた。しかし、車の両輪のように活動していた印刷会社を失うことの影響は大きく、特に、当時はまだ試行錯誤の段階にあった「パソコンによる原稿管理と電算写植との連係」に支障が起こることを懸念した竹内は、翌12月に、誠隆印刷の組版部門の一部を引取って自ら編集会社を設立していた。編集長職との兼務は約1年ほど続いたが、1987年11月、自身の編集会社の運営に専念するため泰流社を退社、以後、同社との関係も解消された。

## 第3期
第3代編集長は、同社初期から関係が深い中江克巳である。中江は思潮社、河出書房などでの編集者としての経験もあったが、その後は専ら著述業を中心にフリーの編集者として活動していた。このときも自身の著述と兼務の形だった。中江は、竹内の企画立案による『映画のあゆみ』（飯島正著、1956年刊の同名書の復刊）の他、記録映画作家、野田真吉の自伝的作品『ある映画作家』『中原中也 わが青春の漂泊』などを手掛けたが、程なく泰流社とは疎遠になる。
その後は、社長の西村を中心に出版事業が継続されたが、その際に中心となったのがマイナー言語の入門書や単語集の刊行である。資金的には困難な状況が続いたため、次第にワープロ組版のプリントアウト紙をそのまま印刷する小部数・高価格の業態へと傾斜し、自費出版も増えていったが、陽のあたることの少ないマイナー言語の書籍刊行に対する精力的な姿勢は変わることがなかった。そのため、多くの市井の研究者が同社を訪れ、西村は、それらに積極的に協力し続けた。この第3期とも言える期間に発刊されたものは、ある意味では編集者不在に近い形で出版されていたということもあり、そのクオリティにはかなりのバラつきがあると言われているが、出版点数は60点を超える膨大なもので、その多くが、日本で初めて紹介される言語だった。

## 廃業
1995年、西村は体調を崩し、以後、入退院を繰り返す生活となった。病状はそのまま回復することなく、1998年2月に再起不能となり、関係者によって同年4月30日に廃業を届け出るに至った。西村は、そのわずか数日後に死去。クリスチャンでもあった西村の葬儀は、東京・四谷の聖イグナチオ教会に於いて多くの参会者のもとに執り行われた。